# Jiří Hrdina
Jiří Hrdina (Praga, 5 gennaio 1958) è un ex hockeista su ghiaccio cecoslovacco naturalizzato ceco.

## Palmarès

### Olimpiadi
- 1 medaglia:
  - 1 argento (Innsbruck 1976; Sarajevo 1984)

### Mondiali
- 5 medaglie:
  - 1 oro (Cecoslovacchia 1985)
  - 2 argenti (Finlandia 1982; Germania Ovest 1983)
  - 2 bronzi (Austria 1987; Svizzera 1990)